# こわいお手伝いさん
『こわいお手伝いさん』（A Mouse in the house）は「トムとジェリー」の作品の一つ。日本においては現在パブリックドメインとなっている。

## スタッフ
- 監督 - ウィリアム・ハンナ、ジョセフ・バーベラ
- 製作 - フレッド・クインビー
- 共同製作 - ウィリアム・ハンナ(クレジット無し)
- 脚本 - ウィリアム・ハンナ、ジョセフ・バーベラ(全員クレジット無し)
- 原画 - ケネス・ミューズ、エド・バージ、リチャード・ビッケンバック、ドン・パターソン、マイケル・ラー(クレジット無し)
- 音楽 - スコット・ブラッドリー
- 彩色プロセス - テクニカラー
- 録音プロセス - ウェスタン・エレクトリック
- 制作 - メトロ・ゴールドウィン・メイヤー・カートゥーン・スタジオ（英語版）
- 配給 - メトロ・ゴールドウィン・メイヤー、ロウズ・シアター

## 内容
起床したお手伝いさんは、ジェリーに荒らされた台所を見て大激怒。「ネズミの祭りじゃないか！うちにはネコが2匹もいるってのに、あの役立たずのモノグサ共ときたら！」
お手伝いさんは怒りながらトムとブッチのところへ向かう。この状況にもかかわらず悠々と食っちゃ寝生活を満喫中のトムらに怒り心頭のお手伝いさんは忠告する。「家にはネズミが1匹でネコは2匹もいる。でも明日にはネコが1匹だけになるんだ！あのネズミをとっ捕まえた方だけがね！」。
これを聞き慌てふためくトムとブッチはすぐさま動き出し、ここからトムVSブッチVSジェリーの三つ巴ドタバタ劇を繰り広げる。
その過程でトムとブッチはお互いにお手伝いさんに化けていたこともあり、うっかり本物のお手伝いさんの尻を叩いてしまう。怒ったお手伝いさんは、2匹をボコボコにして追い出した。邪魔者が仲良くお払い箱になり一安心するジェリー。しかし彼もまたお手伝いさんの威圧に圧倒され出て行くのであった。

## 登場キャラクター
トム
「もしジェリーを捕まえられなかったら追い出す」とお手伝いさんに警告され、ライバルのブッチと共にジェリーを捕まえようとする。やがてお手伝いさんに変装してブッチをはぐらかすも、これが仇になって最後は本物のお手伝いさんの尻を叩いてしまい、結局ブッチと共に追い出されてしまう。
ジェリー
深夜一人気ままに台所を漁っていた。自身を捕まえようとするトムとブッチの攻撃も巧みにかわすが最後はお手伝いさんの威圧に負けてトム・ブッチの後を追うように家を出て行ってしまう。
ブッチ
本作では野良猫ではなくトムと同じ家の飼い猫として登場。トムと共にジェリーを捕まえようと奮闘。やがてお手伝いさんに変装してトムをはぐらかすが、これが仇になって最後は本物のお手伝いさんの尻を叩いてしまい、結局トム共々追い出された。
お手伝いさん
台所を荒らすジェリーの退治をトムとブッチに命じるも、2匹の無気力な姿を見て呆れ「ジェリーを捕まえた方を我が家の飼い猫とする」と最終通告を突き付ける。だが最後は自身に変装していたトムとブッチに尻を叩かれたため、結局2匹とも追い出した。普段はネズミが大の苦手だが、その威圧感によってジェリーをも自力で追いやってしまう。

## 備考
- トムとブッチが爆発して顔が黒尽くめになるシーンは、黒人差別の問題でDVD版ではカットされている。